# Manfred Pechau
 (octobre 2019).
Manfred Pechau naît le 23 décembre 1909 à Halle et entreprend en 1929 des études de germaniste à Greifswald, Leipzig et Innsbruck, puis de philosophie et d’histoire à Greifswald. Le 15 novembre 1931 il entre dans la SA dans le NSDAP le 1er mai 1932.
Il devient agitateur politique et journaliste et créé de nombreux groupuscules nazis ; en 1933 il est rédacteur en chef du journal universitaire, chef du mouvement étudiant de Greifswald et responsable de la jeunesse nazie du Gau de Poméranie. C’est lui qui organise l’autodafé des livres à Greifswald ; il se dit en outre chargé de presse pour la SA. En 1935 il soutient sa thèse de doctorat de philosophie : « Nationalsocialisme et langue allemande ». Collaborateur du service d’éducation du parti, il dénonce avec véhémence les auteurs juifs allemands comme Heinrich Heine, Franz Werfel, Arnold Zweig, Jakob Wassermann etc.
Il passe ensuite ses diplômes de germaniste et d’historien en 1937. Il est très actif dans la fédération des enseignements nazis et travaille déjà pour le SD, informant ses supérieurs SS de tout ce qui se passe à l’université de Greifswald.
En avril 1938 il entre dans le « Amt Rosenberg » chargé de la surveillance de la formation idéologique et de l’éducation, où il dirige la section « catholicisme ». En 1940 il entre au RSHA, section I B 3 (formation continue et formation spéciale) où il devient le bras droit de Martin Sandberger ; en même temps, il enseigne dans l’école de la police de sécurité de Berlin-Charlottenburg.
Pechau est recruté en janvier 1941 pour faire partie de l’encadrement des Einsatzgruppen devant intervenir à l’est à partir de juin 1941, et part en formation à Pretzsch sur l’Elbe. Le 1er septembre 1942 il est promu SS-Sturmbannführer et à partir d’octobre 1942 commande l’Einsatzkommando (EK) 1b de l’Einsatzgruppe A, pour se voir confier en mars 1943 la direction de l’EK 2. A ce titre il participe à la fin de l’opération « Sumpffieber », ou « fièvre des marais » : Himmler veut en effet liquider toute « résistance » dans les marécages de Lokhja au sud de Léningrad entre le 21 août et le 21 septembre 1942. En fait ces opérations, toutes baptisées du nom d’une ville allemande, visent essentiellement à éliminer tous les juifs de la zone par massacres collectifs.
Après son service à l’est, Pechau est reversé dans la section VI S (Sabotage) du RSHA, sous les ordres du célèbre SS-Obersturmbannführer Otto Skorzeny[réf. nécessaire].
Le 18 mars 1950 le docteur Manfred Pechau se suicide.